# Cratere Ballet
Ballet è un piccolo cratere lunare di 10 metri situato nella parte nord-orientale della faccia visibile della Luna.
Il cratere venne scelto come terzo sito di campionamento geologico durante la missione Apollo 17.

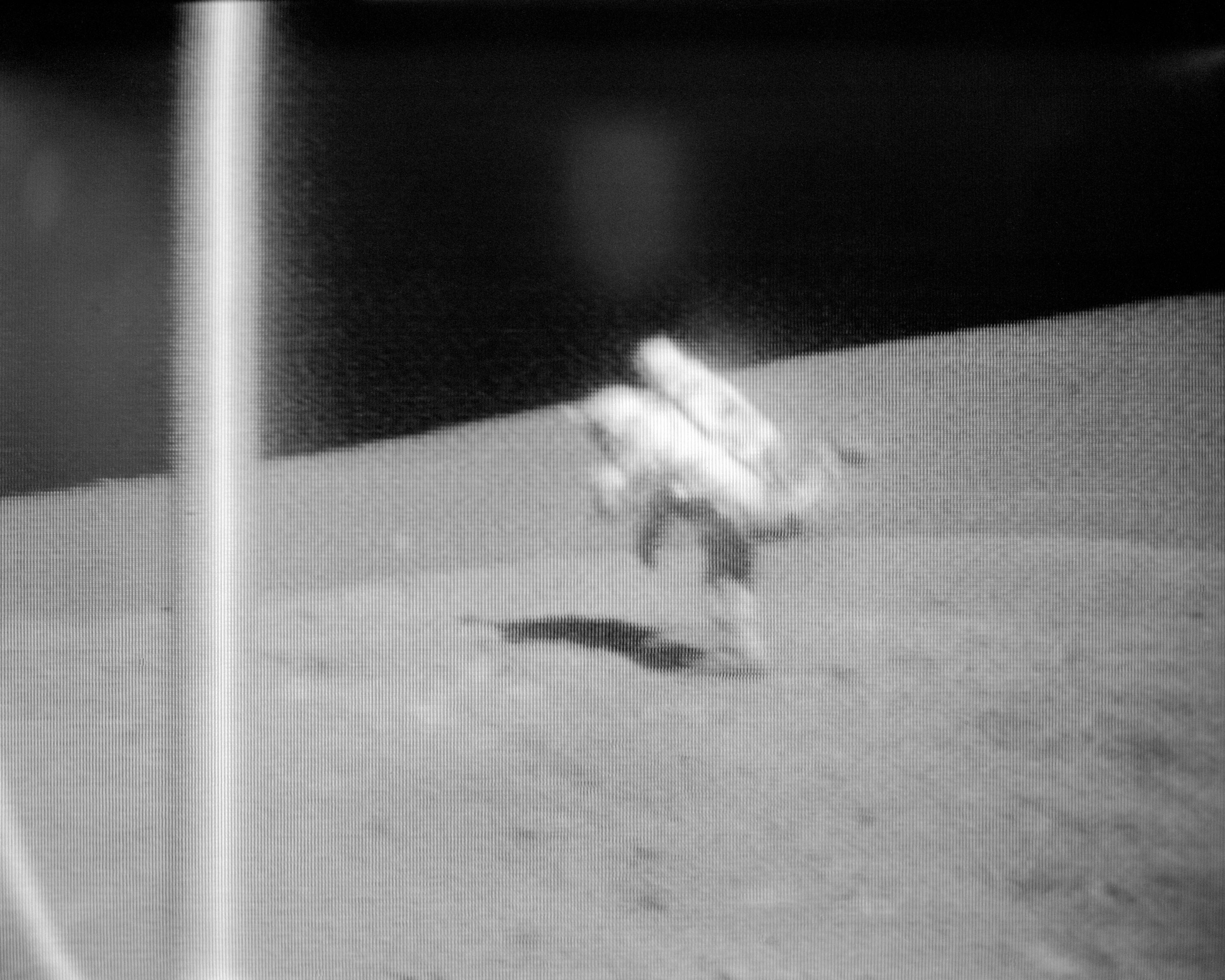
Harrison Schmitt immortalato durante il secondo passo di danza.

Durante le attività di campionamento, Harrison Schmitt vi inscenò un tentativo di danza: a posteriori per questo aneddoto il cratere fu chiamato dagli astronauti "Ballet" ("balletto" in inglese). Il nome è stato successivamente ufficializzato dall'Unione Astronomica Internazionale.